# Zygmunt Wiaderny
Zygmunt Wiaderny (ur. 9 stycznia 1932 w Warszawie, zm. 12 października 1999 tamże) – polski aktor teatralny i filmowy.

## Życiorys

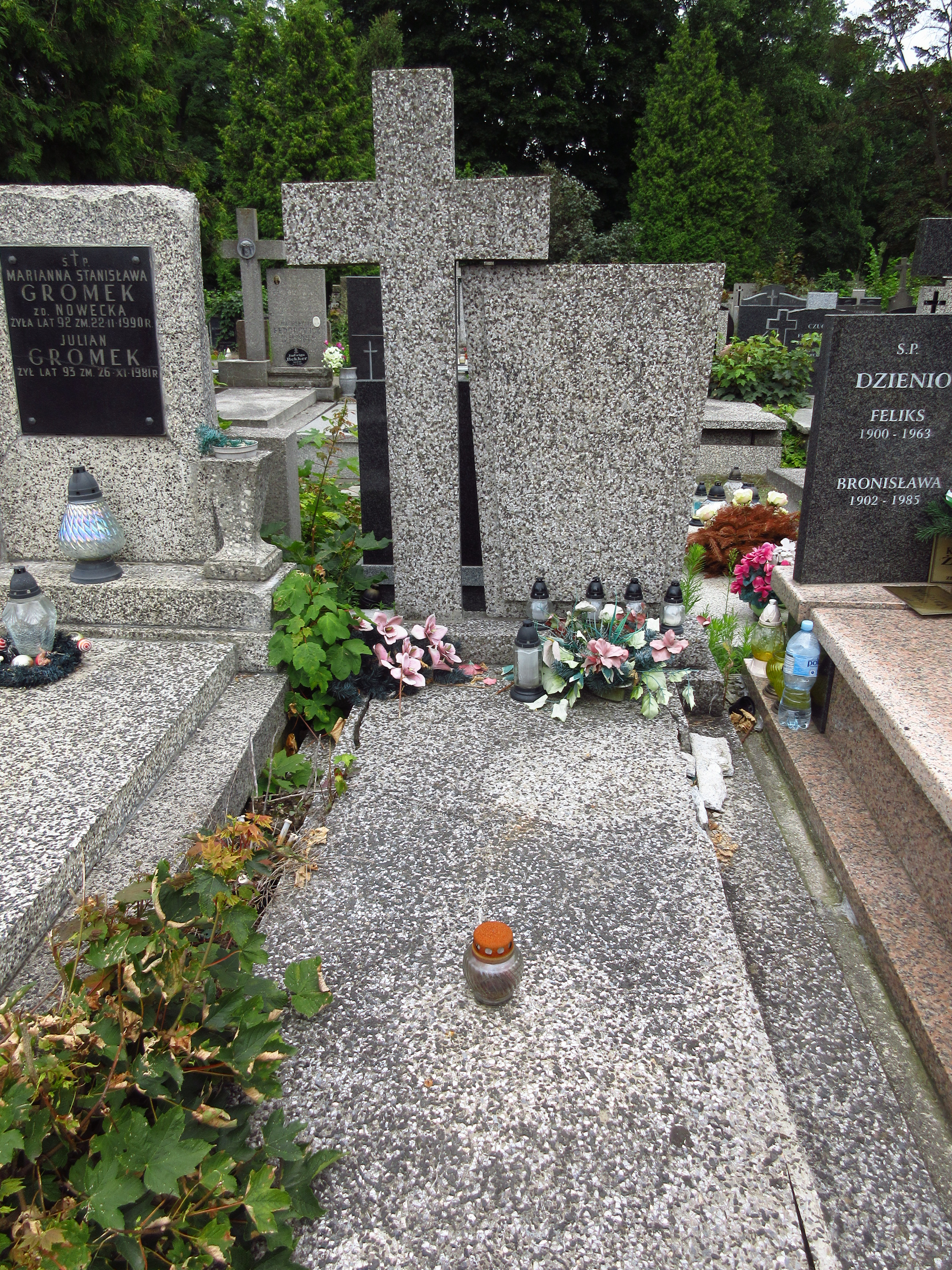
Grób Zygmunta Wiadernego na Cmentarzu Bródnowskim.

Zadebiutował na przełomie 1954 i 1955 roku na scenie białostockiego Teatru Dramatycznego im. Aleksandra Węgierki. W latach 1956–1958 był aktorem Teatru Ziemi Mazowieckiej, w sezonie 1959/1960 występował w Teatrze Sensacji. W 1964 przeniósł się do Kielc, gdzie przez siedem lat grał na deskach Teatru im. Stefana Żeromskiego. W 1972 powrócił do Warszawy, gdzie przez jeden sezon grał w Teatrze Ateneum, później skupił się na grze w produkcjach filmowych. W 1977 zagrał w Teatrze im. Wandy Siemaszkowej w Rzeszowie, ale po jednym sezonie przeniósł się do Radomia, gdzie w Teatrze Powszechny im. Jana Kochanowskiego grał przez dwa sezony. W 1979 rozpoczął pracę w Teatrze Dramatycznym im. J. Szaniawskiego w Płocku, gdzie grał do 1996. Zmarł w Warszawie 12 października 1999 i został pochowany na cmentarzu Bródnowskim (kw. 28F-6-23).

## Filmografia
- 1962: Gangsterzy i filantropi
- 1963: Daleka jest droga − oficer
- 1973: Ciemna rzeka − podporucznik WP
- 1973: Hubal − nauczyciel Stoiński "Brzoza", członek oddziału "Hubala"
- 1974: S.O.S. − milicjant (odc. 5)
- 1975: Kazimierz Wielki
- 1975: Mała sprawa − robotnik
- 1976: Czerwone ciernie − oficer żandarmerii
- 1976: Trędowata − arystokrata
- 1977: Gdzie woda czysta i trawa zielona − Badal
- 1977: Lalka (odc. 3)
- 1977: Żołnierze wolności − Pawłowski
- 1977: Tańczący jastrząb
- 1978: Roman i Magda − sąsiad Barwińskich
- 1978: Życie na gorąco − tajniak (odc. 7)
- 1979: Tajemnica Enigmy (odc. 4)
- 1983: Katastrofa w Gibraltarze
- 1984: 07 zgłoś się − pilot na Okęciu (odc. 18)